# Cecropia (Marte)
Cecropia  è una caratteristica di albedo della superficie di Marte.